# 旗塚通
旗塚通（はたづかどおり）は兵庫県神戸市中央区の町名。住居表示実施済み区域。現行行政地名は旗塚通一丁目から旗塚通り七丁目。郵便番号は651-0068。

## 地理
同区中央東寄りの北寄りに位置する。旧・葺合区域中央部の住宅・商業地域。東から順に一～七丁目に分かれる。東は北から順に坂口通・宮本通、南は神若通、西は生田川を挟んで生田町、北は熊内橋通に隣接する。

## 歴史
町名は、明治時代まで六・七丁目の北の境あたりにあった旗塚（別名灰塚）という古墳から。この塚については、寿永3年（1184年）一ノ谷の戦いの時源範頼が生田川の東に陣取って古墳に源氏の旗を立てたから旗塚と呼んだという伝説（西摂大観）、また、元弘3年（1333年）赤松則村が摩耶山に立てこもって京都六波羅の軍勢を迎え撃った際生田川周辺が主戦場となり戦死者や武具を葬ったところを灰塚と呼んだという伝説（葺合懐古三千年史）が残るが、真偽は不明。塚からは明治30年頃の耕地整理の際刀剣類が出たという。
明治36年（1903年）に神戸市葺合町から成立。昭和6年（1931年）の区制施行までは「葺合」を冠して葺合旗塚通と呼ばれていた。大正5年（1916年）まで2～7丁目。はじめ神戸市、昭和6年（1931年）より同市葺合区、昭和55年（1980年）より同市中央区に所属。

### 沿革
- 大正5年（1916年）：葺合町の一部を編入し、一丁目ができる。
- 昭和24年（1949年）：熊内町四丁目から葺合区役所が新築移転。

## 人口統計
- 平成17年国勢調査（2005年10月1日現在）での世帯数837、人口1,661、うち男性778人、女性883人[2]。
- 昭和63年（1988年）の世帯数1120・人口2,618[3]。
- 昭和35年（1960年）の世帯数902・人口3,205[3]。
- 大正9年（1920年）の世帯数552・人口2,749[3]。
- 明治41年（1908年）の戸数64・人口324[3]。

## 施設
一丁目
- 旗塚公園
- 荒熊稲荷神社

四丁目
- 市立葺合文化センター
- 旗塚保育所
- 市立旗塚児童館

六丁目
- 神戸聖ペテロ教会
- ホリデイ･インエクスプレス新神戸

七丁目
- 生田川公園